# 佐藤弥生
佐藤 弥生（さとう やよい、1986年3月15日 - ）は日本のタレント・女優である。

## 人物・来歴
- 千葉県野田市出身。
- 所属事務所は2008年春までアミューズ、同年6月からホリプロアナウンス部。
- 専修大学松戸高等学校を経て学習院大学法学部卒業。
- 趣味：料理、体を動かすこと、ヨガ、ワークアウト、ランニング。資格を取ること。
- 特技：バルーンアート、コツコツ勉強すること。
- 資格  :  旅行業務取扱管理者
- 誰にも負けない自慢：「究極のプラス思考」、「人見知りしたことがない」。
- 好きな食べ物：オムライス、すあま。
- 愛称は「やよ」「やよいん」。
- 兄が2人いる[1]。

### ブランチリポーターとして
- 2004年2月から2008年3月まで『王様のブランチ』（TBS）にリポーターとして出演。また、番組の初代男性司会者・寺脇康文はかつて所属していた事務所の先輩にあたる。
- 食レポや物件のコーナー出演が多く、美味しそうに食べること、味の詳細を細かく伝えることを得意としていた。ブランチショッピングにはほぼ毎月出演していた。

### ブランチリポーター後の活動
- 2008年6月10日に「GyaO」の「えみりの☆美女ラボ」に出演した。
- 2010年1月 - 2012年12月にかけて、テレビ埼玉（通称「テレ玉」）のJリーグ大宮アルディージャを応援する番組「Ole! アルディージャ」に出演。
試合の前振りである、片手を上げながらジャンプをする「キーックオフ！」という掛け声がサポーターの間にも広がり、ピッチでサポーターと行うのが番組の恒例となった。
- 2013年1月5日よりグリーンチャンネルのターフトピックスのレポーター（星野涼子の後任）として出演。
- 2013年3月、柏レイソル所属の栗澤僚一と入籍したことを自身のブログで公表。
- 2015年2月5日17時20分、第1子誕生。
- 2017年6月25日早朝、第2子誕生[2]。
- 2019年4月4日～2020年9月、bayfmにて放送されているit!!木曜日アシスタントDJを担当。

## 出演

### テレビ
- お厚いのがお好き?（フジテレビ、2003年4月 - 2004年3月）再現VTRに出演
- 王様のブランチ（TBS、2004年2月 - 2008年3月）
- 王様のお夜食（TBS、2004年2月 - 10月）
- 世界の中心で、愛をさけぶ（TBS、2004年8月27日）第9話にエキストラ出演
- 一週間の恋（TBS、2006年1月5日）
- ユキポンのお仕事（テレビ東京、2007年4月29日・5月13日）
- 馬の子TIM2009（グリーンチャンネル、2009年4月 - ）
- Ole! アルディージャ（テレビ埼玉、2010年1月 - 2012年12月）
- 戦国鍋TV 〜なんとなく歴史が学べる映像〜（tvk他）「MUSIC TONIGHT」のコーナーで「浅井三姉妹」として出演。
- ターフトピックス（JRA競馬場内TV、グリーンチャンネル、2013年1月 - ）
- ニッポン・ダンディ（東京メトロポリタンテレビジョン、2013年4月 - 9月） - 木曜バーディ
- よじごじDays（テレビ東京、2019年5月7日 - ）中継リポーター

### ラジオ
- bayfm it!!(bayfm、2019年4月4日 - 2020年9月 ）木曜日アシスタントDJ

### 舞台
- R:MIX「魔王転生」（シアターサンモール、2008年10月30日 - 11月2日）エミリア王女 役
- TUFF STUFFプロデュース「火男の火」（シアターアプル、2008年12月20日 - 22日）山吹 役
- アリババとモルギアナ王女（銀座みゆき館劇場、2009年3月28日 - 31日）アリババ 役

### 映画
- 問題のない私たち（2004年）

### CM
- NTTDoCoMoのインフォマーシャル（2004年11月 - 12月）
- メットライフ生命保険『電話でセレクト入院保険～30歳男性編～』（2010年5月 - ）

### パソコンテレビ
- えみりの美女☆ラボ（GYAO、2008年6月10日）

### その他
- HOW TO サイエンス（サイエンスチャンネル、2010年）